# Vólogda
Vólogda (en ruso: Во́логда) es una ciudad rusa, capital de la óblast homónima en el norte de la Rusia europea. Dentro de la óblast, está constituida administrativamente como un ókrug urbano, y se enclava geográficamente en el sureste del raión homónimo, del cual alberga las sedes administrativas sin formar parte del mismo.
La ciudad está situada a orillas del río Vólogda, aproximadamente 500 km al norte de Moscú y 600 km al este de San Petersburgo. Actualmente Vólogda es un centro administrativo, industrial y cultural. Hay 224 monumentos históricos, arquitectónicos y culturales, de los cuales 128 están protegidos por el Estado. Vólogda es conocida internacionalmente por su mantequilla y su lino.
En 2025, el ókrug urbano tenía una población de 317 822 habitantes, de los cuales 311 476 vivían en la propia ciudad y el resto en su única pedanía, el pueblo (seló) de Molóchnoye. Es la tercera ciudad más poblada del distrito federal del Noroeste, solamente superada en población por San Petersburgo y Kaliningrado.

## Historia

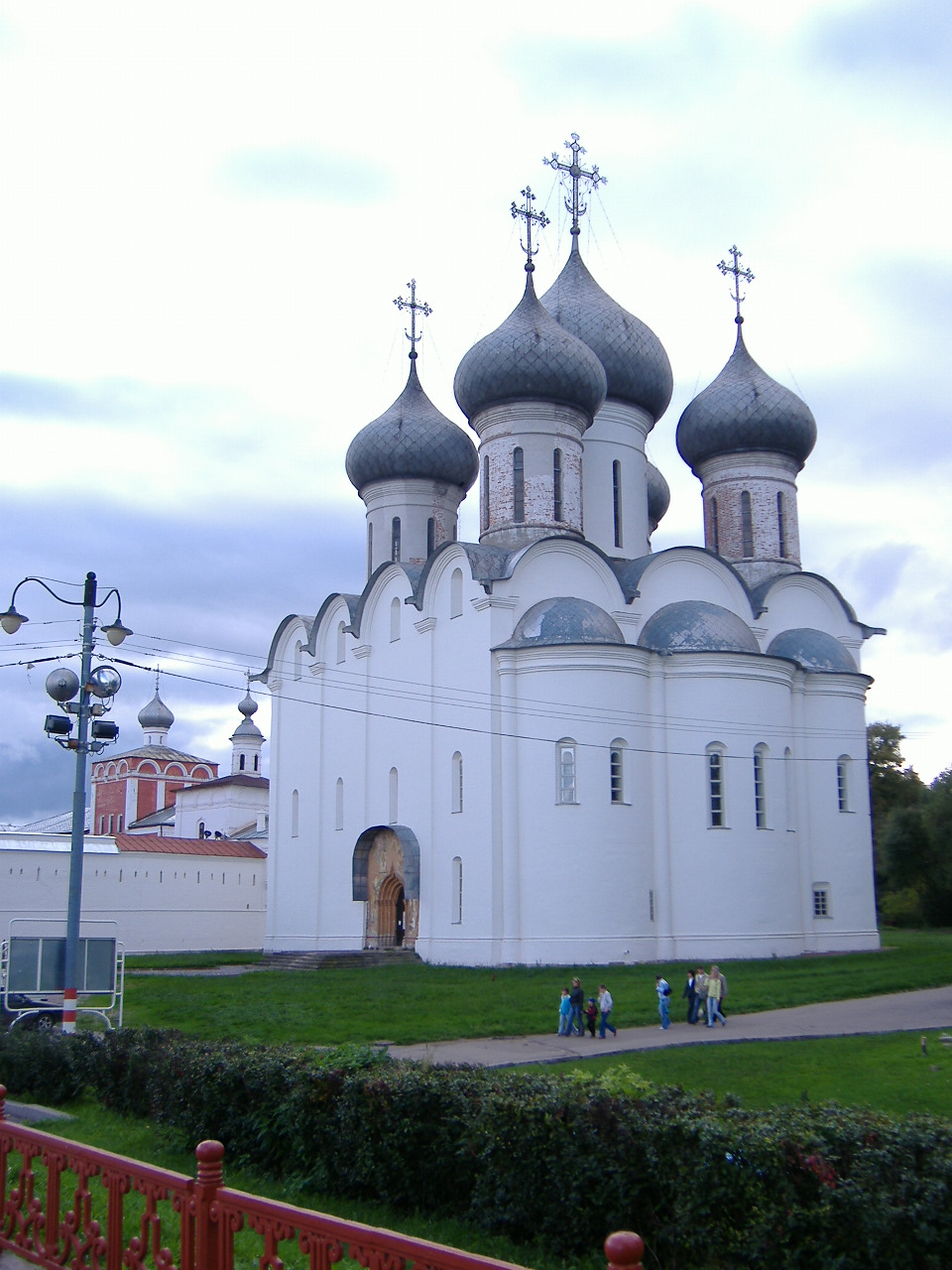
Catedral de Santa Sofía

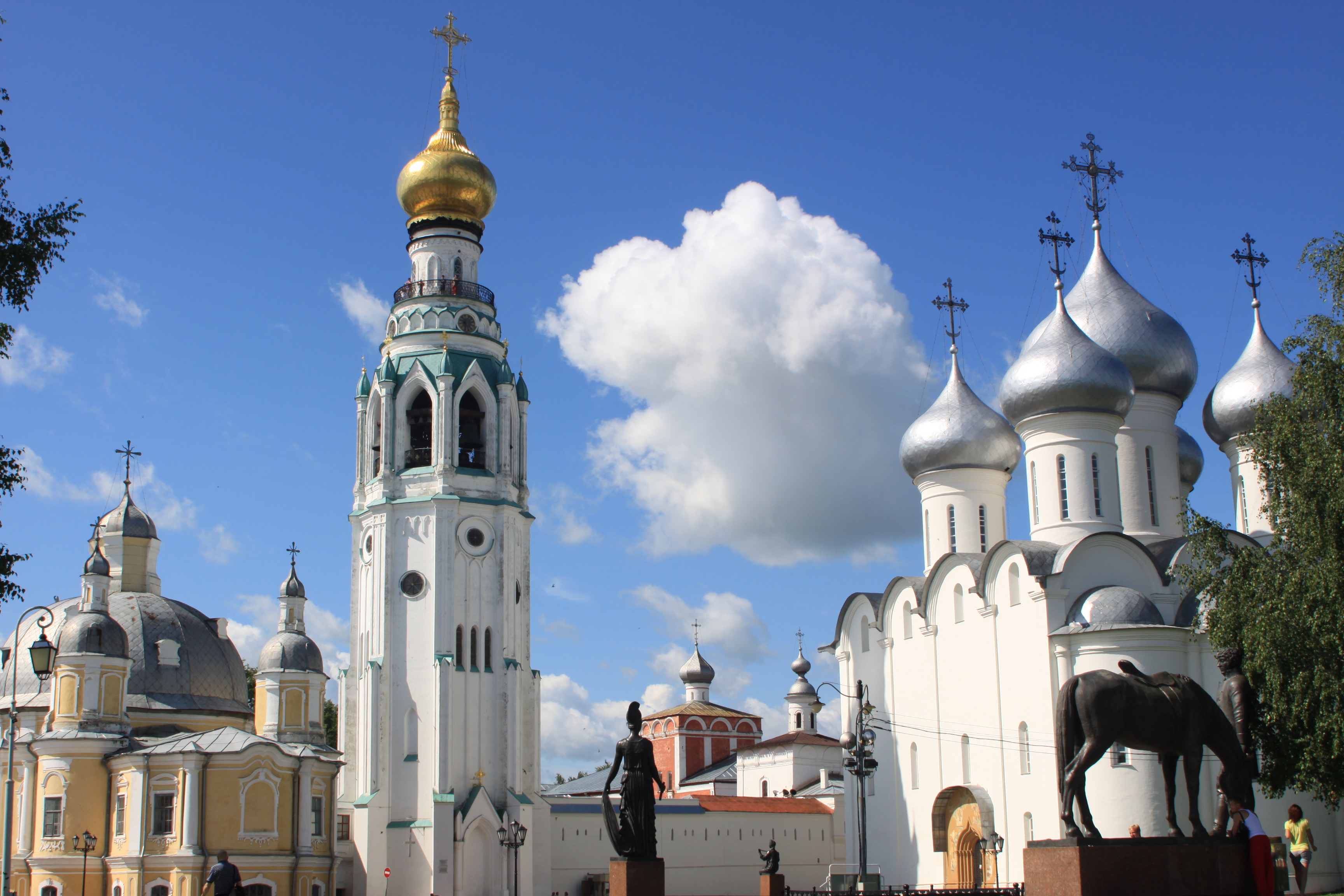
Otra vista de la catedral de Santa Sofía

La primera referencia de Vólogda data de 1147, por eso se considera contemporánea a Moscú.
En el siglo XVI, Vólogda se convirtió en el principal centro de comercio y tránsito entre el noroeste (Rusia y Siberia) y el oeste (Inglaterra y Holanda). En la misma época, el Zar Iván el Terrible tuvo la intención de que Vólogda fuera la capital de Rusia, de hecho, el Kremlin de Vólogda iba a ser la residencia de los zares. Pero inesperadamente el Zar cambió de opinión y eligió Moscú.
En el siglo XVIII, Pedro el Grande estableció una base para el ejército y la armada rusa en Vólogda. Sin embargo, con el auge de San Petersburgo, Vólogda perdió importancia comercial.
Desde la segunda mitad del siglo XIX, Vólogda se convirtió en una ciudad para exiliados políticos como I. Stalin, V. Mólotov, M. Ulyánova (hermana de Lenin), N. Berdiáyev (filósofo famoso), B. Sávinkov (terrorista famoso) y otros.
A principios del año 1918, Vólogda pasó a ser la capital diplomática de Rusia por algunos meses. Representantes diplomáticos de 11 países, entre ellos el embajador de los Estados Unidos de América, David R. Francis, fueron a Vólogda como señal de desacuerdo con el Tratado de Brest-Litovsk, el acuerdo de paz entre Rusia y Alemania, y de no reconocimiento del Gobierno soviético. A pesar de las repetidas peticiones hechas por este gobierno, la delegación diplomática extranjera permaneció en Vólogda hasta julio de 1918.

## Clima
| Parámetros climáticos promedio de Vólogda (1991-2020) | Parámetros climáticos promedio de Vólogda (1991-2020) | Parámetros climáticos promedio de Vólogda (1991-2020) | Parámetros climáticos promedio de Vólogda (1991-2020) | Parámetros climáticos promedio de Vólogda (1991-2020) | Parámetros climáticos promedio de Vólogda (1991-2020) | Parámetros climáticos promedio de Vólogda (1991-2020) | Parámetros climáticos promedio de Vólogda (1991-2020) | Parámetros climáticos promedio de Vólogda (1991-2020) | Parámetros climáticos promedio de Vólogda (1991-2020) | Parámetros climáticos promedio de Vólogda (1991-2020) | Parámetros climáticos promedio de Vólogda (1991-2020) | Parámetros climáticos promedio de Vólogda (1991-2020) | Parámetros climáticos promedio de Vólogda (1991-2020) |
| Mes                                                   | Ene.                                                  | Feb.                                                  | Mar.                                                  | Abr.                                                  | May.                                                  | Jun.                                                  | Jul.                                                  | Ago.                                                  | Sep.                                                  | Oct.                                                  | Nov.                                                  | Dic.                                                  | Anual                                                 |
| ----------------------------------------------------- | ----------------------------------------------------- | ----------------------------------------------------- | ----------------------------------------------------- | ----------------------------------------------------- | ----------------------------------------------------- | ----------------------------------------------------- | ----------------------------------------------------- | ----------------------------------------------------- | ----------------------------------------------------- | ----------------------------------------------------- | ----------------------------------------------------- | ----------------------------------------------------- | ----------------------------------------------------- |
| Temp. máx. abs. (°C)                                  | 5.3                                                   | 5.6                                                   | 16.4                                                  | 26.8                                                  | 31.1                                                  | 34.9                                                  | 34.5                                                  | 36.4                                                  | 28.8                                                  | 22.8                                                  | 13.5                                                  | 8.5                                                   | 36.4                                                  |
| Temp. máx. media (°C)                                 | -6.7                                                  | -5.4                                                  | 0.6                                                   | 9.2                                                   | 17.2                                                  | 21.2                                                  | 23.6                                                  | 20.8                                                  | 14.6                                                  | 6.6                                                   | -0.8                                                  | -4.6                                                  | 8                                                     |
| Temp. media (°C)                                      | -9.9                                                  | -9.2                                                  | -4.1                                                  | 3.6                                                   | 10.9                                                  | 15.2                                                  | 17.7                                                  | 15.1                                                  | 9.8                                                   | 3.5                                                   | -3.0                                                  | -7.2                                                  | 3.5                                                   |
| Temp. mín. media (°C)                                 | -13.3                                                 | -12.9                                                 | -8.2                                                  | -1.0                                                  | 5.1                                                   | 9.5                                                   | 12.1                                                  | 10.1                                                  | 6.0                                                   | 1.0                                                   | -5.3                                                  | -10.2                                                 | -0.6                                                  |
| Temp. mín. abs. (°C)                                  | -47.1                                                 | -43.2                                                 | -34.9                                                 | -25.6                                                 | -9.1                                                  | -3.1                                                  | 1.2                                                   | -1.4                                                  | -8.6                                                  | -20.0                                                 | -34.1                                                 | -45.2                                                 | -47.1                                                 |
| Precipitación total (mm)                              | 36                                                    | 29                                                    | 27                                                    | 29                                                    | 48                                                    | 63                                                    | 74                                                    | 71                                                    | 55                                                    | 54                                                    | 46                                                    | 38                                                    | 570                                                   |
| Nevadas (cm)                                          | 28                                                    | 38                                                    | 36                                                    | 5                                                     | 0                                                     | 0                                                     | 0                                                     | 0                                                     | 0                                                     | 1                                                     | 6                                                     | 18                                                    | 132                                                   |
| Días de lluvias (≥ 1 mm)                              | 6                                                     | 5                                                     | 8                                                     | 14                                                    | 17                                                    | 18                                                    | 16                                                    | 18                                                    | 19                                                    | 18                                                    | 12                                                    | 7                                                     | 158                                                   |
| Días de nevadas (≥ 1 mm)                              | 28                                                    | 25                                                    | 19                                                    | 9                                                     | 3                                                     | 0.2                                                   | 0                                                     | 0.03                                                  | 1                                                     | 10                                                    | 22                                                    | 28                                                    | 145.2                                                 |
| Horas de sol                                          | 34                                                    | 64                                                    | 134                                                   | 191                                                   | 268                                                   | 275                                                   | 272                                                   | 217                                                   | 123                                                   | 62                                                    | 32                                                    | 20                                                    | 1692                                                  |
| Humedad relativa (%)                                  | 86                                                    | 83                                                    | 78                                                    | 71                                                    | 65                                                    | 73                                                    | 76                                                    | 81                                                    | 84                                                    | 87                                                    | 88                                                    | 87                                                    | 79.9                                                  |
| Fuente n.º 1: Погода и климат                         |                                                       |                                                       |                                                       |                                                       |                                                       |                                                       |                                                       |                                                       |                                                       |                                                       |                                                       |                                                       |                                                       |
| Fuente n.º 2: NOAA                                    |                                                       |                                                       |                                                       |                                                       |                                                       |                                                       |                                                       |                                                       |                                                       |                                                       |                                                       |                                                       |                                                       |

## Deportes
- FC Vologda